# باول لانغدون وارد
باول لانغدون وارد (بالإنجليزية: Paul Langdon Ward)‏ هو ناشط سلام ومؤرخ وأستاذ جامعي أمريكي، ولد في 4 فبراير 1911 في ديار بكر في تركيا، وتوفي في 16 نوفمبر 2005 في بنسيلفانيا في الولايات المتحدة.